# 캐시 쉬리프
캐시 쉬리프(Catherine Shirriff, 1941년 1월 1일 ~ )는 캐나다의 배우이다.
토론토에서 태어났다.

## 방송
- 믿거나 말거나 2

## 영화
- 커버걸 (1984년)
- 믿거나 말거나 - 2차 TV 시리즈 (1982년)
- 쉬즈 드레스트 투 킬 (1979년)
- 뱀파이라 (1975년)